# جون إيرل هاينز
جون إيرل هاينز (بالإنجليزية: John Earl Haynes) هو مؤرخ أمريكي، ولد في 1944 في ليك سيتي في الولايات المتحدة.

## أنظر أيضًا
- ألكسندر فاسيلييف